# كارتال تبت
كارتال التبت (27 مارس 1938 - 2 يوليو 2021 ) هو ممثل ومخرج أفلام تركي. بعض أفلامه الشهيرة أولمين أشك ، داغلار كيزي ، سيندي بير غون ، سلطان ، زوبوك ، جول كرالي ، وألفار دافاسي. اشتهر التبت أيضًا بأدواره في عمل المسلسلات.

## وفاته
في 2 يوليو 2021، توفي في إسطنبول عن عمر يناهز 83 عامًا. ودُفن في مقبرة زنجرليكويو في 3 يوليو 2021.